# Ермаковская (Ростовская область)
Ермаковская — станица в Тацинском районе Ростовской области России. Административный центр Ермаковского сельского поселения.

## География
Расположена в долине высохшей реки Долгой (балка Долгая)

### Улицы
| - пер. Зелёный, - пер. Комсомольский, - пер. Лесной, - пер. Липкина, - пер. Нижний, - пер. Пионерский, | - ул. Аскалепова, - ул. Гунькина, - ул. Молодёжная, - ул. Попова, - ул. Северная. |

## История
Станица учреждена 7 мая 1876 года как центр Ермаковского юрта Первого Донского округа (входила в его состав до 1915 года) Области Войска Донского и основана в 1878 году на пустовавших ранее землях. Своё название получила в честь атамана Ермака Тимофеевича (иногда встречаются альтернативные названия Ермаковка, Ермаковское).
В Ермаковский юрт станицы Ермаковской входили хутора: Александро-Невский (основан в 1880 году), Араканцев, Верхне-Крюков, Верхне-Кольцов, Гремучий (основан в 1881 году), Демков, Дьяконов (основан в 1882 году), Есаулов (основан в 1882 году), Зазерский (основан в 1879 году), Исаев (основан в 1879 году), Кухтачев, Кустоватый (основан в 1890 году), Крылов (основан в 1882 году), Михайлов, Николаев, Нижне-Кольцов, Нижне-Крюков, Потапов (основан в 1882 году), Старая Станица, Таловский (основан в 1881 году), Усть-Провалы, Усть-Фомин (основан в 1879 году), Херсонский (основан в 1879 году) и Шаропаев (основан в 1879 году). На хуторе Есаулове с 1911 года существовала Георгиевская единоверческая церковь.
Согласно энциклопедическому словарю Брокгауза и Ефрона в конце XIX века в станице проживало 3002 жителя в 388 дворах, имелись церковь Рождества Богородицы и церковно-приходская школа. Главным занятием жителей станицы было хлебопашество и огородничество. Казаки станицы были приписаны к 9-му Донскому казачьему полку.
С постройкой линии железной дороги Царицын — Лихая (ориентировочно в 1894—1901 годах) и открытием в 15 километрах от станицы Ермаковской железнодорожной станции Тацинская в июне 1900 года, располагавшейся там хутор Таловский был объединен со станцией и переименован в станицу Ново-Ермаковскую, которая в некоторых источниках получила название собственно Ермаковской, в то время как сама станица Ермаковская стала называться Старой Станицей. С переименованием станицы Ново-Ермаковской в Тацинскую в 1908 году, к старой станице вернулось её название.
В 1915 году в станице проживало 1587 человек в 465 дворах, в неё располагались станичное и два хуторских правления, церковь, мировой судья, заседатель, полицейский пристав, почтово-телеграфное отделение, общество взаимного кредита, три училища, кирпичный завод. С 18 по 20 февраля и с 17 по 20 апреля проходили ярмарки.
В 1920 году в станице был организован Ермаковский сельский совет, а в 1929 году организована артель «Успех», которая в 1933 году в ходе коллективизации вместе с другими артелями были объединены в колхоз имени «Ворошилова», позже переименованный в колхоз «Заря коммунизма».
17 января 1992 года была организована Ермаковская сельская администрация, которая стала правопреемником исполнительного комитета Ермаковского сельского совета.
В 2010 году станица была газифицирована, а в 2012 году в станице в присутствии уроженца станицы губернатора Ростовской области В. Ю. Голубева, открылся Храм Спаса Преображения.

## Население
| 2010 |
| ---- |
| 643  |

### Известные уроженцы
- Араканцев, Михаил Петрович — русский политический деятель начала XX века.
- Аскалепов, Василий Семёнович — генерал-майор, Герой Советского Союза.
- Гунькин, Леонид Дмитриевич (1917—1956) — Герой Социалистического Труда.
- Голубев, Василий Юрьевич — 2-й губернатор Ростовской области.
- Землин, Аввакум Терентьевич — единственный из донских казаков — полный Георгиевский кавалер (награждён 5 раз) за русско-японскую войну.[15]

## Комментарии
1. ↑  В словаре ошибочно указано, что станица расположена на реке Кундрючья.